# Arianna Errigo
Arianna Errigo (Monza, 6 de junio de 1988) es una deportista italiana que compite en esgrima, especialista en la modalidad de florete.
Participó en cuatro Juegos Olímpicos de Verano, entre los años 2012 y 2024, obteniendo en total cuatro medallas, oro y plata en Londres 2012, en las pruebas por equipo (junto con Elisa Di Francisca, Valentina Vezzali e Ilaria Salvatori) e individual, bronce en Tokio 2020, por equipos (junto con Martina Batini, Alice Volpi y Erica Cipressa), y plata en París 2024, por equipos (junto con Martina Favaretto, Alice Volpi y Francesca Palumbo).
Ganó veintitrés medallas en el Campeonato Mundial de Esgrima entre los años 2009 y 2025, y veintidós medallas en el Campeonato Europeo de Esgrima entre los años 2009 y 2025.
Fue la abanderada de Italia en la ceremonia de apertura de los Juegos Olímpicos de París 2024 junto con el atleta Gianmarco Tamberi.

## Palmarés internacional
| Juegos Olímpicos   | Juegos Olímpicos        | Juegos Olímpicos  | Juegos Olímpicos    |
| Año                | Lugar                   | Medalla           | Prueba              |
| ------------------ | ----------------------- | ----------------- | ------------------- |
| 2012               | Londres (Reino Unido)   | Medalla de oro    | Florete por equipos |
| 2012               | Londres (Reino Unido)   | Medalla de plata  | Florete individual  |
| 2020               | Tokio (Japón)           | Medalla de bronce | Florete por equipos |
| 2024               | París (Francia)         | Medalla de plata  | Florete por equipos |
| Campeonato Mundial |                         |                   |                     |
| Año                | Lugar                   | Medalla           | Prueba              |
| 2009               | Antalya (Turquía)       | Medalla de oro    | Florete por equipos |
| 2009               | Antalya (Turquía)       | Medalla de bronce | Florete individual  |
| 2010               | París (Francia)         | Medalla de oro    | Florete por equipos |
| 2010               | París (Francia)         | Medalla de plata  | Florete individual  |
| 2011               | Catania (Italia)        | Medalla de plata  | Florete por equipos |
| 2013               | Budapest (Hungría)      | Medalla de oro    | Florete individual  |
| 2013               | Budapest (Hungría)      | Medalla de oro    | Florete por equipos |
| 2014               | Kazán (Rusia)           | Medalla de oro    | Florete individual  |
| 2014               | Kazán (Rusia)           | Medalla de oro    | Florete por equipos |
| 2015               | Moscú (Rusia)           | Medalla de oro    | Florete por equipos |
| 2015               | Moscú (Rusia)           | Medalla de bronce | Florete individual  |
| 2016               | Río de Janeiro (Brasil) | Medalla de plata  | Florete por equipos |
| 2017               | Leipzig (Alemania)      | Medalla de oro    | Florete por equipos |
| 2017               | Leipzig (Alemania)      | Medalla de bronce | Florete individual  |
| 2018               | Wuxi (China)            | Medalla de plata  | Florete por equipos |
| 2018               | Wuxi (China)            | Medalla de bronce | Florete individual  |
| 2019               | Budapest (Hungría)      | Medalla de plata  | Florete por equipos |
| 2019               | Budapest (Hungría)      | Medalla de bronce | Florete individual  |
| 2022               | El Cairo (Egipto)       | Medalla de oro    | Florete por equipos |
| 2022               | El Cairo (Egipto)       | Medalla de plata  | Florete individual  |
| 2023               | Milán (Italia)          | Medalla de oro    | Florete por equipos |
| 2023               | Milán (Italia)          | Medalla de plata  | Florete individual  |
| 2025               | Tiflis (Georgia)        | Medalla de bronce | Florete por equipos |
| Campeonato Europeo |                         |                   |                     |
| Año                | Lugar                   | Medalla           | Prueba              |
| 2009               | Plovdiv (Bulgaria)      | Medalla de oro    | Florete por equipos |
| 2009               | Plovdiv (Bulgaria)      | Medalla de bronce | Florete individual  |
| 2010               | Leipzig (Alemania)      | Medalla de oro    | Florete por equipos |
| 2011               | Sheffield (Reino Unido) | Medalla de oro    | Florete por equipos |
| 2012               | Legnano (Italia)        | Medalla de oro    | Florete por equipos |
| 2012               | Legnano (Italia)        | Medalla de bronce | Florete individual  |
| 2013               | Zagreb (Croacia)        | Medalla de oro    | Florete por equipos |
| 2014               | Estrasburgo (Francia)   | Medalla de oro    | Florete por equipos |
| 2015               | Montreux (Suiza)        | Medalla de oro    | Florete por equipos |
| 2015               | Montreux (Suiza)        | Medalla de bronce | Florete individual  |
| 2016               | Toruń (Polonia)         | Medalla de oro    | Florete individual  |
| 2016               | Toruń (Polonia)         | Medalla de plata  | Florete por equipos |
| 2017               | Tiflis (Georgia)        | Medalla de oro    | Florete individual  |
| 2017               | Tiflis (Georgia)        | Medalla de oro    | Florete por equipos |
| 2018               | Novi Sad (Serbia)       | Medalla de oro    | Florete por equipos |
| 2018               | Novi Sad (Serbia)       | Medalla de plata  | Florete individual  |
| 2019               | Düsseldorf (Alemania)   | Medalla de bronce | Florete por equipos |
| 2022               | Antalya (Turquía)       | Medalla de oro    | Florete por equipos |
| 2022               | Antalya (Turquía)       | Medalla de plata  | Florete individual  |
| 2024               | Basilea (Suiza)         | Medalla de oro    | Florete individual  |
| 2024               | Basilea (Suiza)         | Medalla de oro    | Florete por equipos |
| 2025               | Génova (Italia)         | Medalla de oro    | Florete por equipos |